# Thunderground
Thuderground는 2009년 11월 25일에 발매된 Dok2의 EP 음반이다. 11월 20일부터 맵더소울을 통해 10,000장 CD 한정 판매되었으며 11월 25일, 디지털 음원으로 공개되었다. 2010년 2월에 10,000장이 모두 품절되었다.

## 배경
2009년 11월 9일, 타블로는 자신의 블로그를 통해 도끼의 EP 음반이 발매 임박했음을 알렸다. 이어 다음날인 11월 10일에는 11월 25일에 음반이 발매된다고 알렸다. CD는 맵더소울에서 단독 한정 판매하며 음원은 아이튠즈를 비롯한 음원 사이트에 디지털 음원으로 공개한다고 밝혔고 믹싱 작업 영상을 게시하였다.
11월 13일엔 MapTV에 게시된 영상을 통해 자세한 음반에 대한 정보와 12월 4일 홍대 브이홀에서 에픽하이, MYK, 슈프림 팀과 음반 발매 기념 《It's Me》 콘서트를 연다고 밝혔다. 또한 타블로와 미쓰라 진이 음반에 참여한다는 걸 알렸다. 11월 14일엔 블로그에 믹싱 영상을 올렸으며 11월 15일, 도끼는 자신의 블로그를 통해 음반의 수록곡 목록과 공개하였다. 11월 18일과 20일, 미쓰라 진은 블로그를 통해 도끼 뮤직비디오 촬영 중임을 알렸다.
선주문을 받기 시작한 11월 20일, 타블로 블로그를 통해 음반의 수록곡을 잠시 들을 수 있는 프리뷰 영상이 게시되었고 MapTV를 통해 Thunderground EP 소개 영상이 공개되었으며 11월 25일, 음원 공개 후 〈It's Me〉의 뮤직비디오가 공개되었다. 11월 26일엔 맵더소울 아티스트들과 함께 김범수와 꿈꾸는 라디오에 출연하였다.
이후 12월 4일, 홍대에서 에픽하이, 플래닛 쉬버, 슈프림팀 등과 함께 《It's Me》 콘서트를 열었다. 2010년 2월에는 맵더소울에서만 판매하였지만 1만장을 모두 팔아 인기를 과시하였다.

## 수록곡
전체 작곡: Dok2
| #             | 제목                                                              | 작곡          | 재생 시간 |
| ------------- | ----------------------------------------------------------------- | ------------- | --------- |
| 1.            | 〈I'm Back〉                                                      | Dok2          | 4:40      |
| 2.            | 〈You Don't Know〉                                                | Dok2          | 3:44      |
| 3.            | 〈It's Me〉 (Feat. 주영)                                          | Dok2          | 4:15      |
| 4.            | 〈Beyond〉                                                        | Dok2          | 3:06      |
| 5.            | 〈훔쳐〉 (Feat. Double K)                                         | Dok2          | 3:43      |
| 6.            | 〈64%〉 (Feat. Beatbox DG)                                        | Dok2          | 3:51      |
| 7.            | 〈마지막〉 (Feat. Mr. Gordo)                                      | Dok2          | 5:53      |
| 8.            | 〈It's Me〉 (Feat. Tablo, Mithra Jin, MYK) (Map the Soul Version) | Dok2          | 4:16      |
| 총 재생 시간: | 총 재생 시간:                                                     | 총 재생 시간: | 33:26     |